# Hurdia
Hurdia es un género extinto de radiodontos húrdidos que vivió durante el período Cámbrico, hace 500 millones de años. Es parte del linaje ancestral que se relaciona con Anomalocaris. Sus fósiles se han encontrado en el Esquito de Burguess (Parque Nacional Yoho de la provincia de Columbia Británica, en Canadá), así como sitios en los EE.UU, China y Europa.
Según los fósiles encontrados esta criatura se caracterizaba por tener un cuerpo alargado que terminaba en una especie de cola aplanada vertical. Su cabeza tenía una forma extraña, la cual terminaba en forma de pico o pua dura y firme, por lo que se cree que servia como un recurso de defensa ante sus depredadores. 
Se sugiere que esta criatura era depredadora de presas no tan robustas, ya que sus garras eran más cortas que las de Anomalocari.

## Descripción
Hurdia fue uno de los principales organismos en el océano Cámbrico, llegando aproximadamente a medir 50 cm de longitud. Su cabeza tenía un par de garras espinosas (apéndices), que ayudaban a transportar los alimentos a su boca, parecida a una rodaja de piña. Tenía un hueco en la protuberancia puntiaguda de la parte delantera de su cabeza, aunque la función de este órgano sigue siendo desconocida, ya que no pudo haber sido de protección porque no hay tejido blando subyacente. Tenía lóbulos a lo largo de los lados del tronco, de los cuales se suspendían las grandes branquias.

## Ecología
Hurdia era depredador, o posiblemente carroñero. Sus garras son más cortas que las de Anomalocaris, lo que sugiere que se alimentaba de presas menos robustas. Se distribuía de forma cosmopolita; sus fósiles se han encontrado en el esquisto de Burgess, así como sitios en los EE. UU., China y Europa.